# Sense alè
Sense alè (títol original anglès: Breathless) és una pel·lícula estatunidenca estrenada el 1983. És un remake de la pel·lícula francesa À bout de souffle, apareguda 23 anys abans. Ha estat doblada al català.

## Argument
Jesse Lujack (Richard Gere) és un vagabund a Las Vegas, obsessionat amb el còmic Silver Surfer, el rock and roll de Jerry Lee Lewis i Monica Poiccard (Valérie Kaprisky), una estudiant d'arquitectura de l'UCLA que només coneix d'un cap de setmana a Las Vegas. Quan comença la pel·lícula, Jesse roba un cotxe, intentant anar a Los Angeles. Mentre accelera per l'autopista i mira les possessions del propietari, descobreix una automàtica a la guantera. Veient la seva conducció temerària, un policia el persegueix i Jesse ha d'aturar-se. Quan el policia li ordena allunyar-se del cotxe, Jesse impulsivament agafa la pistola i dispara l'agent. Fugint a Los Angeles, Jesse troba la seva fotografia per tot arreu, a diaris i televisió l'"assassí d'un polícia."

## Actors
- Richard Gere: Jesse Lujack
- Valérie Kaprisky: Monica Poiccard
- Art Metrano: Birnbaum
- John P. Ryan: Tinent Parmental
- Robert Dunn: Sergent Enright
- Lisa Jane Persky: Venedora
- James Hong: Botiguer
- Miguel Pinero: Carlito